# 背景ロマン
「背景ロマン」（はいけいロマン）は、2000年11月29日にビクターエンタテインメントからリリースされた19の6枚目のシングル。ミズノ「SUPER STAR」コマーシャルソング。

## 解説
初めて作詞・作曲共に2人で共同制作した唯一の楽曲。「背景ロマン」は21世紀へのメッセージ、C/W「ありあまる地上の憂鬱とよろこび」は音楽でいじめを無くそうというのがテーマ。ジャケット写真・テレビ番組出演の際、岡平は長髪、岩瀬はアフロヘアー。

### 背景ロマン
「背景ロマン」制作のきっかけはアルバム『無限大』制作時、岩瀬がある曲の作詞・作曲・編曲をひとりで行った際、その曲が「19」ではなく「イワセケイゴ」の曲になったのでボツとなり岩瀬はひどく落ち込んだ。その様子を見た岡平がスタッフに「ふたりきりで話してきていいですか?」と岩瀬を外に連れ出し「今度は19としてふたりで一緒に曲作ろうな」と慰め、その後2人の共同作業で出来た楽曲。

### ありあまる地上の憂鬱とよろこび
C/W曲「ありあまる地上の憂鬱とよろこび」はこれまでアルバム未収録だったが、その後インターネット投票によりベスト・アルバム『19 〜すべての人へ』に収録される。
楽曲は岩瀬により作られたものだが、柔らかでありながら芯のあるサビへの繋ぎのメロディを岩瀬、サビの壮大なメロディを岡平が歌唱する掛け合いはファンの中で隠れた名曲として語り継がれている。

## 収録曲
作詞・作曲：19（1）岩瀬敬吾（2）岡平健治（3）
1. 背景ロマン
2. ありあまる地上の憂鬱とよろこび
3. おめでとう
4. 背景ロマン(Music Track)

## 楽曲収録アルバム
- up to you (#1)
- 19 BEST●青 (#1)
- 19 〜すべての人へ (#2)